# Deutscher Schmuck- und Edelsteinpreis
Der Deutsche Schmuck- und Edelsteinpreis ist ein internationaler Wettbewerb, der 1970 vom Bundesverband der Edelstein- und Diamantindustrie ins Leben gerufen wurde.

## Jury und Teilnahmebedingungen
Die Jury besteht aus 5 bis 7 namhaften internationalen Juroren. Neben Ästhetik und Gefälligkeit wird auch Innovation ausgezeichnet. Der Preis wird in Idar-Oberstein vergeben. Im jährlichen Wechsel steht einmal „Schmuckbearbeitung in Verbindung mit dem Edelstein“ und einmal die „Edelsteinbearbeitung“ im Vordergrund. Zu jedem Wettbewerb wird ein Motto festgelegt, an dessen Thema sich die Künstler orientieren müssen. Die Teilnahmebedingungen schreibt der Veranstalter öffentlich aus.
Der Preis zählt zu den bedeutendsten internationalen Wettbewerben in der Schmuck- und Edelsteinbranche.

## Nachwuchswettbewerb
Seit 1988 wird neben dem Deutsche Schmuck- und Edelsteinpreis auch noch der Deutsche Nachwuchswettbewerb für Edelstein- und Schmuckgestaltung verliehen. Zielgruppe sind hier insbesondere junge Schmuck- und Edelsteingestalter sowie Gold- und Silberschmiede des In- und Auslandes. Teilnehmer müssen eine Erklärung abgeben, dass sie ihre Arbeiten nur für diesen Wettbewerb einreichen.